# Geografie obyvatelstva
Geografie obyvatelstva je základní disciplínou socioekonomické geografie, velmi úzce spojenou s geografií sídel, a zabývá se vývojem a rozmístěním obyvatelstva, jeho strukturou či dynamikou. Procesy, kterými se geografie obyvatelstva zabývá jsou například: vývoj počtu obyvatel, vývoj lidských populací, prostorová struktura obyvatelstva, přirozený či mechanický pohyb obyvatelstva anebo hustota zalidnění.

## Vývoj obyvatelstva
Vývoj obyvatelstva se zabývá především prognózami ve vývoji počtu obyvatelstva a změnami, které jsou významné pro formování lidských ras, formování selektivních charakteristik nebo kulturních odlišností v lidské populaci.

## Rozmístění obyvatelstva
Prostorová struktura obyvatelstva je sledována jak v geografii obyvatelstva, v geografii sídel, ale také například v geografii ekonomické. Sledován je jak sídelní prostor, tak hospodářsky využívané prostředí, které je vázáno právě na lidská sídla. Faktory ovlivňující rozmístění obyvatelstva jsou přírodní (například vzdálenost od pobřeží, nadmořská výška a klima) nebo socioekonomické (dopravní dostupnost, potenciál cestovního ruchu, zemědělská výroba apod.).

## Struktura obyvatelstva
Struktura obyvatelstva se zabývá jeho složením. Složení můžeme sledovat podle biologických znaků (pohlaví, věk, zdravotní stav a rasová struktura), ekonomických znaků (povolání, zaměstnání, hospodářské odvětví a sociální struktura) nebo znaků kulturních (vzdělání, národnost a náboženství). Ve statistikách najdeme nejčastěji věkovou strukturu obyvatelstva, vzdělanost nebo pohlaví.

## Pohyby obyvatelstva
Pohyby obyvatelstva můžeme rozdělit v geografii do tří kategorií: přirozený pohyb obyvatelstva, mechanický pohyb obyvatelstva a sociálně-ekonomický pohyb obyvatelstva.
- Přirozený pohyb obyvatelstva je výsledkem přirozených pohybů – tedy umírání (mortalita) a rozmnožování (natalita), neboli počet zemřelých a počet živě narozených. Rozdílům mezi těmito údaji se říká přirozený přírůstek nebo úbytek obyvatelstva. Dalšími demografickými událostmi, které ovlivňují přirozený přírůstek obyvatelstva, je například rozvodovost, počet uzavřených manželství nebo potratovost.[2]
- Mechanický pohyb obyvatelstva je výsledkem prostorových přesunů, nejčastěji se jedná o emigrace nebo imigrace. Poměr těchto složek nazýváme migračním přírůstkem nebo naopak úbytkem obyvatelstva.
- Sociálně-ekonomický pohyb je zvláštní typ přesunů obyvatelstva, tentokrát mezi sociálními skupinami. Tyto změny jsou způsobené kupříkladu změnou rodinného stavu, změnou úrovně vzdělání nebo změnou zaměstnání.